# Estación de Redu

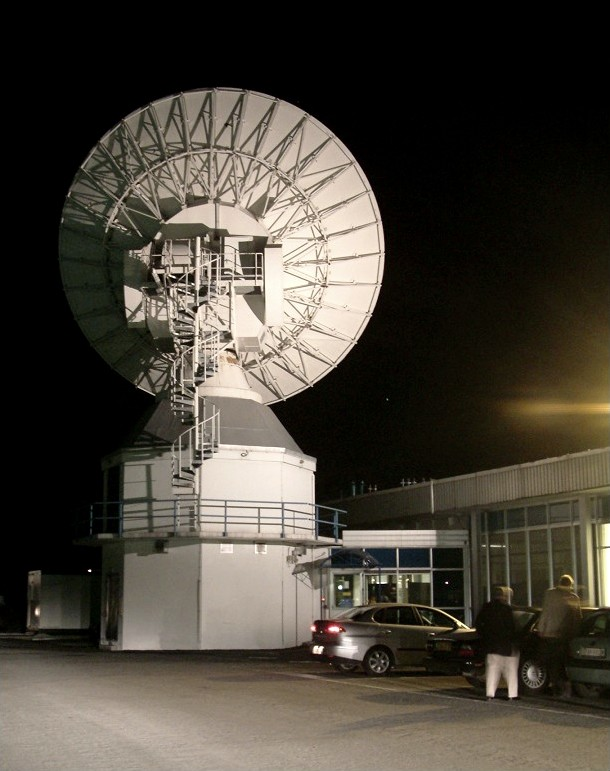
Estación ESTRACK en Redu, Bélgica

La Estación de Redu es una estación de antena de radio de la red europea ESTRACK para la comunicación con naves espaciales. La estación está ubicada a aproximadamente un kilómetro del pueblo de Redu, Bélgica. Los terminales terrestres proporcionan capacidades de seguimiento en banda C, banda L, banda S, banda Ku y banda Ka, además de proporcionar pruebas en órbita de satélites de telecomunicaciones.